# 松村信定
松村 信定（まつむら のぶさだ、1955年1月10日- ）は、元競輪選手、競輪評論家。高知県高知市出身。現役時は日本競輪選手会高知支部所属、ホームバンクは高知競輪場。日本競輪学校（当時。以下、競輪学校）第36期生。
実父の松村憲も元競輪選手。

## 経歴
競輪学校入学前の経歴は異色に近く、旧制中学校からの歴史を持つなど高知県内でも有数の進学校であり公立高校では戦後一貫してトップである高知県立高知追手前高等学校出身（以下facebook参照）だが、父親からの影響もあり在学中から自転車競技で国民体育大会などの出場経験がある。
競輪学校には第36期生として入学。同期には同じくGI（当時は特別競輪）タイトルホルダーである菅田順和らがいる。
デビュー戦は1975年11月13日にホームバンクの高知競輪場で迎え、デビュー戦で初勝利を挙げる。その後はマーク型の選手として1978年のオールスター競輪以降、常時特別競輪に出場機会を得るが、1978年の競輪祭競輪王戦で決勝進出（5着）した以外は落車・失格が目立ち、そのため準決勝以上の勝ちあがり戦にはなかなか進めなかった。1977年の競輪祭新人王戦決勝においても、2着で入線しながらも失格の判定を受けている。
1982年高松競輪場にで開催された第25回オールスター競輪では、2・5・3の節間成績で決勝に進出。四国勢としてはただ一人の決勝進出であったが、井上茂徳 - 緒方浩一の九州勢を足場にレースを進め、直線で一気に伸びて優勝。父の高松宮賜杯競輪優勝に続く史上初の親子特別競輪制覇を果たした。ちなみに1着松村－2着小林信太郎の6-6枠番連勝単式車券16,000円は長い間特別競輪決勝戦の最高配当（当時は枠番式しかなかった）となっていた。以降もトップクラスの選手として1998年頃まで常時特別競輪に参加し、1989年の全日本選抜競輪では3着に食い込んでいる。
その後も長い間上位のS級に在籍するなど活躍を見せていたが、2011年12月に地元の高知競輪場で開催された『山崎勲杯』で引退することを発表し、同開催最終日の12月21日に第5R・A級特選で4着となったあと引退セレモニーが行われ「我が競輪人生に悔いなし」という言葉を残しバンクを去った。
2012年1月5日、選手登録消除。通算成績2859戦266勝、優勝44回（1976年1月以降のみ。1975年の成績は含まない）。
引退後は競輪評論家として活動。
ホームバンクであった高知競輪場では、松村と父・憲とで史上初の父子特別競輪（現在のGI）制覇を称え、「松村憲・松村信定土佐の親子鷹杯」（FI開催）が行われている。

## 主な獲得タイトル
- 1982年 - オールスター競輪（高松競輪場）